# Bryum subrotundifolium
Bryum subrotundifolium là một loài rêu trong họ Bryaceae. Loài này được A. Jaeger mô tả khoa học đầu tiên năm 1880.